# Metković
Metković este un oraș în cantonul Dubrovnik-Neretva, Croația, având o populație de 16.788 de locuitori (2011).

## Demografie
Componența etnică a orașului Metković
     Croați (96,8%)
     Sârbi (2,08%)
     Necunoscut (0,21%)
     Neclasificat (0,71%)
Componența confesională a orașului Metković
     Catolici (95,63%)
     Ortodocși (2,19%)
     Necunoscută (0,7%)
     Alte religii (1,48%)
Conform recensământului din 2011, orașul Metković avea 16.788 de locuitori. Din punct de vedere etnic, majoritatea locuitorilor (96,8%) erau croați, cu o minoritate de sârbi (2,08%). Apartenența etnică nu este cunoscută în cazul a 0,21% din locuitori. Din punct de vedere confesional, majoritatea locuitorilor (95,63%) erau catolici, cu o minoritate de ortodocși (2,19%). Pentru 0,7% din locuitori nu este cunoscută apartenența confesională.